# Jamal Ma'aytah
Jamal Ma'aytah, nato Dshamal Schoetz (in arabo جمال المعايطة‎?; Calau, 24 febbraio 1981), è un ex cestista tedesco naturalizzato giordano.

## Biografia
Dal 1998 al 2000 ha frequentato la Wesleyan Christian Academy a High Point, nella Carolina del Nord.

## Carriera
Con la Giordania ha disputato due edizioni dei Campionati asiatici (2005, 2009).